# Proby Thomas Cautley
Sir Proby Thomas Cautley (Suffolk, 3 de janeiro de 1802 — Sydenham, perto de Londres, 25 de janeiro de 1871) foi um engenheiro e paleontólogo britânico.
É conhecido por ter projetado e construído o canal  Ganges na Índia, que inicia em  Haridwar.
Recebeu a  medalha Wollaston, concedida pela Sociedade Geológica de Londres, em 1837.